# Império do Espírito Santo do Cabo da Praia
O Império do Espírito Santo do Cabo da Praia é um Império do Espírito Santo português que se localiza na freguesia açoriana do Cabo da Praia,  concelho da Praia da Vitória, ilha Terceira, arquipélago dos Açores.
Este Império do Espírito Santo tem a sua fundação no século XIX mais precisamente no ano de 1858.
Uma vez tratar-se de uma antiquíssima freguesia é de se supor, que à semelhança das restantes freguesias do concelho da Praia da Vitória, já se realizassem as festividades em louvor ao Espírito Santo. Também aqui pelos domingos de Pentecostes e da Trindade se reuniam os populares para as tradicionais celebrações, onde era distribuído o bodo e efectuadas as “arrematações”, onde se leiloavam as oferendas dos fiéis ao “império”.